# Réserve écologique Louis-Ovide-Brunet
La réserve écologique Louis-Ovide-Brunet est située à 20 km au sud de Chambord.  Ce territoire protège des écosystèmes représentatifs des hautes terres du lac Bouchette, soit le domaine de la sapinière à bouleau blanc.  La réserve porte le nom de l'abbé Louis-Ovide Brunet (1826-1876), l'un des pionniers de la botanique au Canada.